# Pseudoliparis swirei
Pseudoliparis swirei — вид глибоководних скорпеноподібних риб родини Ліпарисові (Liparidae). Один з найглибоководніших видів риб (разом з Abyssobrotula galatheae).

## Назва
Вид названо на честь Герберта Свайра (Herbert Swire), навігаційного сублейтенанта судна «Челенджер», який служив на ньому під час експедиції, в ході якої була відкрита Маріанська западина.

## Поширення
Ендемік Маріанської западини. Мешкає на глибині понад 6000 м. Найбільша глибина, де спіймали рибу, становить 7966 м, що є рекордом для риб.

## Відкриття
Вперше невідомий вид в Маріанській западині помітили в 2014 році. У період з 2014 по 2017 рік дослідники виловили в Маріанській западині 37 рибин. У 2017 році описали новий вид.

## Опис
Тіло завдовжки 10-15 см. Напівпрозора шкіра без луски, через яку видно внутрішні органи.